# Michael Færk Christensen
Michael Færk Christensen (nascido em 14 de fevereiro de 1986) é um ciclista profissional dinamarquês. Conquistou uma medalha de prata nos Jogos Olímpicos de 2008, em Pequim, na prova de perseguição por equipes, embora ele só participou nas rodadas preliminares.

## Palmarès
| Data                    | Classificação    | Evento                  | Competição         | Local      | País        |
| ----------------------- | ---------------- | ----------------------- | ------------------ | ---------- | ----------- |
| 27 de março de 2008     | Medalha de prata | Perseguição por equipes | Campeonato Mundial | Manchester | Reino Unido |
| 18 de agosto de 2008    | Medalha de prata | Perseguição por equipes | Jogos Olímpicos    | Pequim     | China       |
| 1 de novembro de 2008   | 2                | Perseguição por equipes | Copa do Mundo      | Manchester | Reino Unido |
| 14 de fevereiro de 2009 | 3                | Perseguição por equipes | Copa do Mundo      | Ballerup   | Dinamarca   |
| 27 de março de 2009     | Medalha de ouro  | Perseguição por equipes | Campeonato Mundial | Pruszków   | Polônia     |